# لاک‌پشت و حلزون
لاک‌پشت و حلزون فیلمی به کارگردانی رضا حماسی، نویسندگی محسن رضایی و تهیه‌کنندگی هوشنگ نورالهی و رضا حماسی و شهرام گیل‌آبادی محصول سال ۱۳۹۹ است.

## خلاصه داستان
پدرام ۱۰ ساله با مادرش افسانه زندگی می‌کند و مشکلات زیادی با او دارد. افسانه قصد ازدواج دارد ولی با مخالفت پدرام روبه‌روست و دلیل مشکلات پدرام را همین مسئله می‌داند. پدرام با جوان عجیب و غریبی آشنا می‌شود و یک رابطه دوستی پنهانی بین آنها شکل می‌گیرد